# Henriette Hirschfeld-Tiburtius

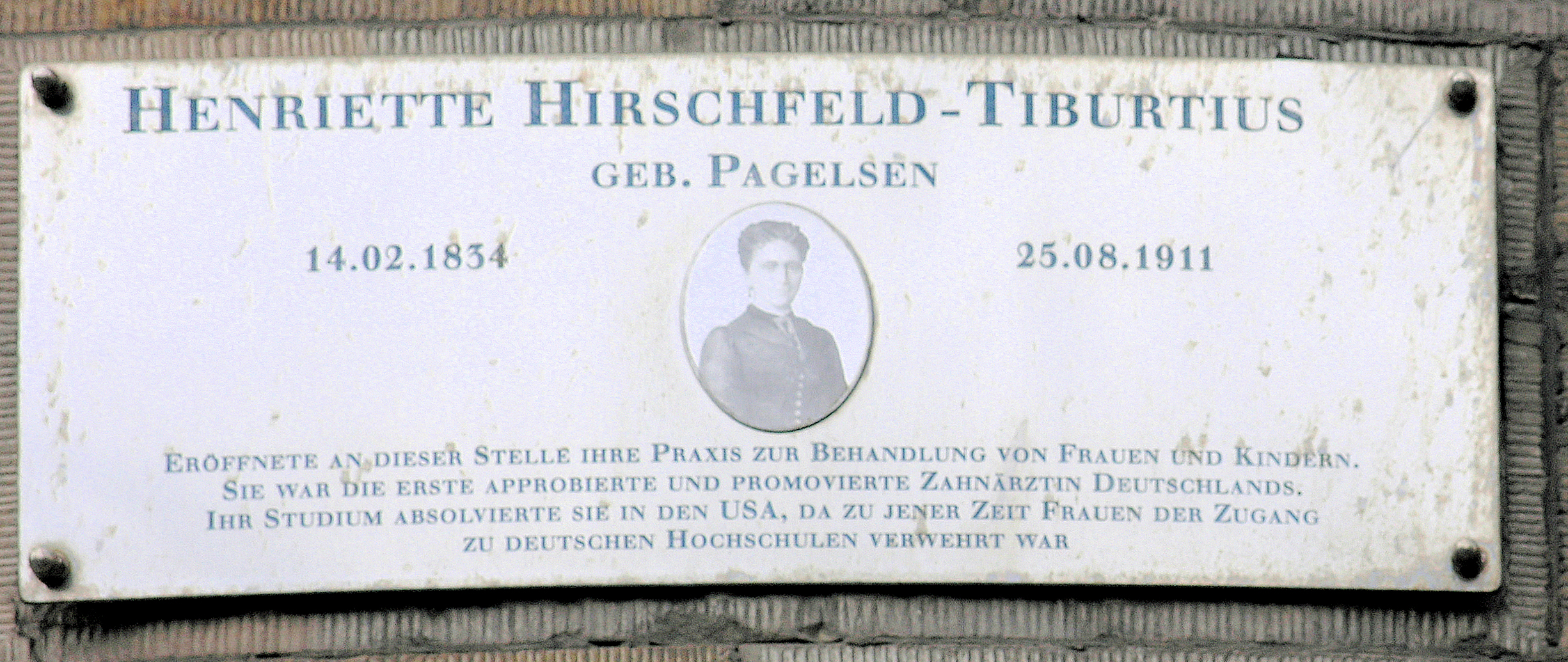
Tablica pamiątkowa Henriette Hirschfeld-Tiburtius, Berlin

Henriette Hirschfeld-Tiburtius z domu Pagelsen (ur. 14 lutego 1834 w Westerland, zm. 25 sierpnia 1911 w Berlinie) – pierwsza niemiecka lekarka stomatolog. Studiowała w Niemczech i USA, w Pennsylvania College of Dental Surgery. 27 lutego 1869 w wieku 35 lat otrzymała tytuł Doctor of Dental Surgery.